# La Pilarica-Sierra de Callosa

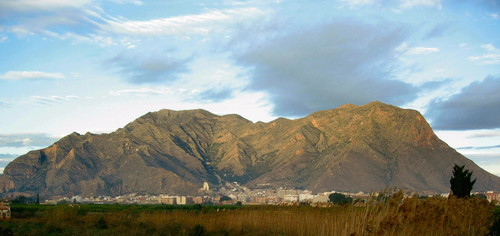
Vista de la sierra de Callosa

El Paraje Natural Municipal La Pilarica-Sierra de Callosa, con una superficie de 1.543,44 ha, se localiza en el término municipal de Callosa de Segura en la Provincia de Alicante.
El paraje se encuentra situado en la vertiente sudeste de la sierra de Callosa, que junto con su vecina la Sierra de Orihuela, constituyen dos impresionantes moles calizas que se elevan bruscamente en medio de la extensa llanura de la Vega Baja del Segura. La Sierra de Callosa, que alcanza su máxima elevación, 578 m en su pico más alto, en el llamado La Cruz de En Medio, posee un relieve muy accidentado, caracterizado por grandes desniveles, fuertes pendientes; muy descarnadas por efecto de los procesos erosivos, y sobre todo por la presencia de grandes farallones rocosos y profundos barrancos y ramblas.
La vegetación del paraje está condicionada por la aridez del clima. Es un territorio de ombroclima semiárido, lo que unido a lo abrupto del relieve y a la acción del hombre conducen a un predominio de las formaciones de matorral, con prácticamente ausencia de cobertura arbórea. Así, encontramos las formaciones denominadas corriales, dominadas por el cornial y el oroval, que son arbustos de porte elevado y que dominan en las pendientes rocosas, secas y más soleadas de la sierra. En las zonas de mayor humedad destacan también las formaciones de espinar mediterráneo alicantino.
En cuanto a la fauna, las aves son el grupo mejor representado, destacando la presencia del águila perdicera y el águila real que nidifican en la zona, el búho real, el búho chico, el cernícalo vulgar y el halcón peregrino. Entre los mamíferos cabe destacar la presencia del zorro, el gato montés, la cabra montesa y la liebre.
El valor paisajístico de este enclave es muy alto, siendo una referencia visual para el entorno de la comarca, y un elemento fundamental en la conformación del paisaje de la zona. Las partes altas de la Sierra de Callosa ofrecen magníficas vistas de los territorios circundantes.
En lo referente al patrimonio histórico en el ámbito del paraje se incluyen elementos patrimoniales de alto valor como el castillo de Callosa de Segura, islámico del siglo X, declarado Bien de Interés Cultural; el yacimiento del Barranco del Diablo (s. IV-VIII d. C.); el aljibe islámico de la Casica de la Tía Ana y el importante yacimiento de Laderas del Castillo, poblado-necrópolis del periodo argárico (1800-1000 a. C.). También merece ser destacada La Cueva del Ojo de San Bruno, utilizada como lugar de enterramiento en el calcolítico (3000-2000 a. C.). 
- Fue declarado Paraje Natural Municipal por Acuerdo del Consejo de la Generalidad Valenciana de fecha 30 de septiembre de 2005. (En este artículo se recoge texto del acuerdo (enlace roto disponible en Internet Archive; véase el historial, la primera versión y la última).).